# Severin Lüthi
Severin Lüthi (* 5.  ledna 1976 Bern) je švýcarský tenisový trenér a bývalý tenista, který se v letech 1993–2000 pohyboval na challengerech ATP a okruhu ITF.
Na žebříčku ATP byl ve dvouhře nejvýše klasifikován v říjnu 1995 na 622. místě a ve čtyřhře pak v listopadu 1996 na 448. místě.

## Soukromý život
Narodil se roku 1976 ve švýcarském hlavním městě Bernu a vyrostl na jeho okraji ve Stettlenu. Má starší sestru. V sedmnácti letech vyhrál tenisové mistrovství Švýcarska. Na juniorském Orange Bowlu porazil budoucí světovou jedničku Gustavo Kuertena z Brazílie.
Několik měsíců studoval obchod na Bernské univerzitě aplikovaných věd (Berner Fachhochschule), než oboru zanechal. Následně pracoval jako trenér Švýcarského tenisového svazu a sparinpartner fedcupových hráček, včetně Martiny Hingisové. Spolu s tenistou Ivem Heubergerem založili marketingovou společnost HI-PRO, která dodává oblečení švýcarskému daviscupovému týmu.
Žije ve švýcarském Thunu. K roku 2012 udržoval devítiletý partnerský vztah s Claudií Marconovou.

## Trenérská kariéra
Poté, co v srpnu 2002 tragicky zahynul nehrající kapitán daviscupového družstva Švýcarů Peter Carter, přizval tehdejší Federerův trenér Peter Lundgren Luthiho k týmu, aby se stal jeho trenérem. O tři léta později v září 2005 byl jmenován nehrajícím kapitánem švýcarského družstva.
V létě 2007 začal spolupracovat na přípravě tenisty Rogera Federera. Původně si jej tehdejší světová jednička ze Švýcarska najala na přechodnou dobu. Následně se koučování rozvinulo do dlouhodobého vztahu a Lüthi doprovázel tenistu na řadě turnajů. V roce 2012 k navázání spolupráce uvedl: „Před pěti lety mě Roger požádal, jestli bych za ním nepřijel do Paříže poté, co se rozešel s Tonym Rochem“. V té době trenér již působil jako nehrající kapitán daviscupového družstva. V první fázi spolupráce měl za úkol studovat soupeře Federera a fungovat v roli občasného sparingpartnera. Během sezón 2008 a 2009 s tenistou strávil přes třicet týdnů cestování po turnajích okruhu ATP Tour.
Ve Federerově týmu zůstal i po Wimbledonu 2010, kdy se hráčovým hlavním koučem stal Američan Paul Annacone. Následně si oba rozdělili trenérské povinnosti. Po rozchodu Federera s Annaconem v říjnu 2013 zůstal Lüthi jediným koučem švýcarského tenisty.